# Johannes August Kuntz
Johannes August Kuntz (* 22. Juli 1780 in Frankfurt am Main; † 12. August 1828 ebenda) war ein deutscher Kaufmann und Abgeordneter.

## Leben
Kuntz lebte als Kaufmann in der Biebergasse in Frankfurt am Main. Von 1822 bis 1828 war er Mitglied der Frankfurter Handelskammer.
Zwischen 1820 und 1828 gehörte er der Ständigen Bürgerrepräsentation der Freien Stadt Frankfurt an. Von 1822 bis 1828 war er auch Mitglied im Gesetzgebenden Körper der Freien Stadt Frankfurt.